# Гонсалес Гутьеррес, Рауль
Рауль Гонсалес Гутьеррес (исп. Raúl González Gutiérrez; род. 8 января 1976, Вальядолид) — испанский гандболист, известный по выступлению за испанские клубы «Вальядолид» и сборную Испании. По окончании карьеры стал тренером.

## Карьера
Чемпион мира 2005 года; бронзовый призёр Олимпиады в Пекине в 2008 году.

## Награды
- Медаль «За заслуги перед Македонией» (5 июня 2017 года, Македония)[1].